# Midreshet Ben-Gurion

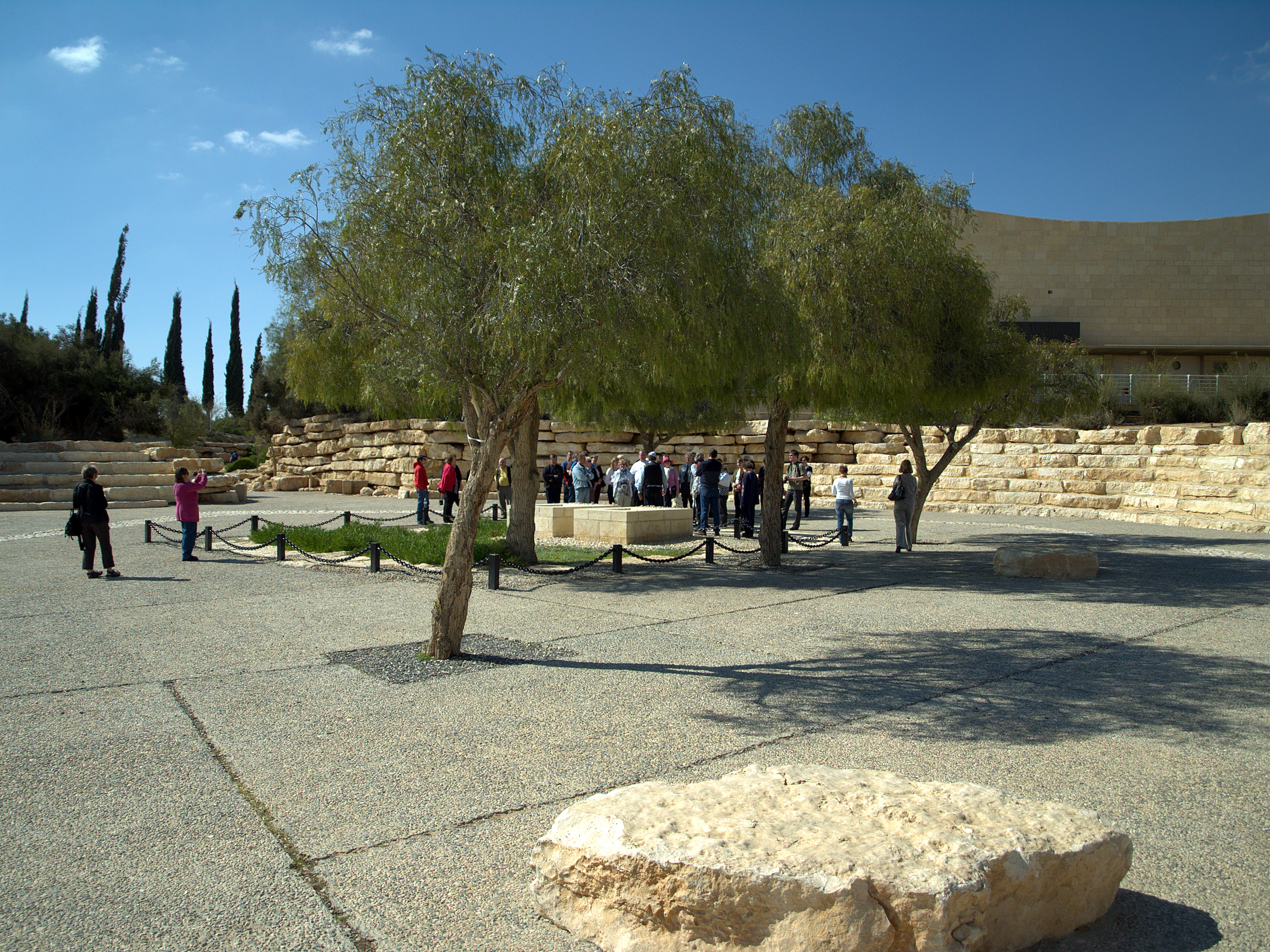
Tombes de David i Paula Ben-Gurion.

Midreshet Ben-Gurion (hebreu: מדרשת בן-גוריון), es un centre educatiu i un assentament comunitari, que es troba en el desert del Nègueb, a Israel, a prop del quibuts Sedé Bóqer. Midreshet Ben-Gurion, pertany a la jurisdicció del consell regional dels Alts del Nègueb. La construcció de l'assentament va començar l'any 1962, inspirada per la visió de David Ben-Gurion de desenvolupar l'àrid desert del Nègueb. Els Instituts Jacob Blaustein per la Recerca del Desert, (en anglès: The Jacob Blaustein Institutes for Desert Research), afiliats amb la Universitat Ben-Gurion del Nègueb de Beerxeba, l'Institut del Patrimoni Ben-Gurion, (en anglès: Ben-Gurion Heritage Institute), i un institut dedicat als estudis mediambientals, es troben actualment en aquest indret. David Ben-Gurion i la seva esposa Paula, son enterrats a Midreshet Ben-Gurion.